# أطروحات أربعة
أطروحات أربعة عبارة عن مجموعة من أربع مقالات للفيلسوف التنويري الإسكتلندي ديفيد هيوم، نُشرت لأول مرة عام 1757.

## المقالات الأربعة
1. التاريخ الطبيعي للدين
2. حول المشاعر
3. حول المأساة
4. حول معايير الذوق

## التاريخ الطبيعي للدين
في هذا المقال، يقدم هيوم وصفًا رائدًا للطبيعانية للأسباب والتأثيرات والتطور التاريخي للمعتقد الديني. يجادل هيوم بأن الشرك الفاسد كان أول ديانة للبشرية ويحدد أصول الدين في العاطفة، وخاصة الأمل والخوف والرغبة في السيطرة على المستقبل. كما يجادل بأن التوحيد ينشأ من التنافس بين الأديان، حيث يسعى المؤمنون إلى تمييز آلهتهم على أنها متفوقة على جميع المنافسين، مما يضخم هذه الآلهة حتى يمتلكوا كل الكمال. على الرغم من أن التوحيد المستنير يمكن الدفاع عنه بشكل عقلاني أكثر من تعدد الآلهة الخرافي، إلا أن للشرك العديد من المزايا في الممارسة. يجادل هيوم، على وجه الخصوص، أن الأديان التوحيدية تميل إلى أن تكون أكثر تعصبًا ونفاقًا، وتؤدي إلى قدر أكبر من السخافات الفكرية، وتعزز فضائل رهبانية غير مرغوب فيها اجتماعيًا، مثل الإماتة والتذلل والمعاناة السلبية.

## حول المشاعر
يبدأ هيوم المقال بإعطاء مثال مبتذل لما هو الخير والشر. الخير هو المتعة. الشر هو الألم. ثم يبدأ في تحليل المشاعر باعتبارها ملكة تفكير العقل البشري. يجادل بأنه لا يمكن للعواطف أن تختلط فحسب، بل يمكنها أيضًا تدمير بعضها البعض. كما يجادل بأن خيالنا ومشاعرنا تتحد لتكوين انطباع بشيء / شخص ما. على سبيل المثال: ترى درجتك في اختبار وهو أمر جيد، ثم تنسب هذه الدرجة الجيدة إلى وجود معلم جيد، وربما حتى اهتمام بالفصل أيضًا. يحاول هيوم إقصاء الدين من هيئة التفكير الخاصة بالصواب والخطأ من حيث أننا نتخذ قراراتنا بناءً على العاطفة المفرطة خلال تلك اللحظة. زوجتك قد تطلقك، لكني أراهن أن الفوز باليانصيب سيجعلك تنسى الأمر. ويختتم بالقول إن هذا المزيج من المشاعر والعواطف يبعث الأمل والخوف، مما أدى إلى نشوء الدين في المجتمع القديم.

## حول المأساة
حول المأساة، حيث اعتبر هيوم سبب استمتاعنا بالدراما المأساوية. لقد كان مهتمًا لماذا يجد المتفرجون متعة في الحزن والقلق الذي يصور في مأساة. وقرر أن السبب في ذلك هو أن المتفرج يدرك أنه يشهد عرضًا دراميًا. هناك متعة في إدراك أن الأحداث الرهيبة التي يتم عرضها هي في الواقع خيالية.
يركز هيوم على المأساة وعلاقتها بالعواطف. حتى الآن، تمت صياغة وجهة نظر هيوم حول هذه العلاقة بعدة طرق مختلفة، أحدها نظرية التحويل لهيوم. وفقًا لهذه النظرية، تتحول المشاعر المؤلمة إلى مشاعر ممتعة باستخدام وسائل بلاغية أسلوبية ورسمية. وقد تم إثبات هذا الرأي ودحضه وتحريره وتغييره باستمرار من قبل مؤيديه أو منتقديه. ومع ذلك، في معظم الحالات، يتفق المؤيدون أو النقاد على أن المأساة تحرض على المتعة باستخدام الوسائل الشعرية أو الخطابية والأسلوبية.

## حول معايير الذوق
حول معايير الذوق كان مقالًا أساسيًا عن فلسفة الجمال وهو مبتكر لأنه يتطلب من هيوم معالجة النسبية الظاهرية للذوق، وهو استنتاج يبدو أنه يتبع افتراضه أن الخير أو الجمال لعمل جيد مطابق للاستجابات البشرية الإيجابية التي يولدها. تركيز المقال على المشاهد (القارئ) بدلاً من الموضوع (اللوحة، الكتاب) هو نموذجي للعاطفيين البريطانيين أو منظري الحس الأخلاقي في القرن الثامن عشر. على عكس الفلاسفة الفرنسيين في القرن الثامن عشر، الذين سعوا إلى تعريف موضوعي للجمال، كانت المدرسة البريطانية تميل إلى البحث عن الروابط بين الذوق والأحكام الجمالية.
يبدأ هيوم بملاحظة أن هناك تنوعًا كبيرًا في أذواق الناس (أو الأحكام الجمالية التي يتخذها الناس). ومع ذلك، يجادل هيوم بأن هناك آلية مشتركة في الطبيعة البشرية تؤدي إلى، بل وفي كثير من الأحيان تقدم مبررات، لمثل هذه الأحكام. إنه يأخذ هذا المعنى الجمالي ليكون مشابهًا تمامًا للحس الأخلاقي الذي يجادل به في الكتاب الثالث من رسالة في الطبيعة البشرية (1739-1740) وفي مبحث في الأخلاق (1751). علاوة على ذلك، يجادل بأن هذا لا يزال يترك مجالًا للقدرة على صقل الحنك الجمالي.
اتخذ هيوم من فرضيته أن التنوع الكبير والاختلاف فيما يتعلق بمسائل الذوق لهما مصدران أساسيان :المشاعر، والتي كانت متغيرة بشكل طبيعي إلى حد ما.والمرفق النقدي، والذي يمكن صقله. كل شخص هو مزيج من هذين المصدرين، ويسعى هيوم إلى تحديد الصفات الرائعة للناقد، حتى يتمكنوا من زيادة إحساسهم الطبيعي بالجمال في هيئة حكم موثوقة. هناك مجموعة متنوعة من صفات الناقد الجيد التي يصفها، كل منها يساهم في قدرة موثوقة وعادلة في نهاية المطاف للحكم.

## روابط خارجية
- طبعة على الإنترنت من التاريخ الطبيعي للدين
- نص المجال العام لمعيار الذوق في جامعة ولاية كاليفورنيا